# 猛獅A95
猛獅A95（英語：MAN A95）是一款由德國猛獅車廠開發的低地台雙層巴士底盤，此底盤能夠安裝不同的動力配備而成為ND323F及ND363F，並能裝配Lion's City系列車身成為Lion's City DD雙層巴士。

## 概要
MAN A95底盤於2013年推出，其設計來自主要供德國本土市場的A39低地台三軸巴士，A39底盤在德國安裝車身後的Lion's City DD，是長達13.73米的雙層巴士，而A95底盤則根據香港及新加坡的巴士應用情況，以A39為基礎設計。
雖說A95為雙層巴士底盤，但在澳大利亞亦有單層版本的A95，用作行走跨省長途通勤路線，均配Gemilang車身或BUSTECH車身。
由於A95底盤的開發是以出口香港及新加坡為導向，因此初時不設左軚版本；但因杜拜RTA的A39 Lion's City巴士亦適逢到期退役，而衍生出供杜拜使用的左軚版本的A95，命名為A95 DD L。此批巴士配備Gemilang Lion's City Facelift車身，車高與特制A39對齊，車頂仍然配上外置冷氣。
MAN A95底盤能夠提供不同的長度，並根據不同的動力配備，而有不同的成品命名。其中ND323F裝配馬力達到320匹的MAN D2066 LUH-32柴油引擎，而ND363F則採用馬力達到360匹的MAN D2066 LUH-33引擎。ND323F及ND363F都是MAN Lion's City巴士車系下的Lion's City DD產品，其中的DD解作雙層巴士。 
成品型號的N是德文Niederflur（low floor）即低地台，D為Doppeldeckerbus（double-decker bus）即雙層巴士，首兩個數字是引擎馬力的代號，第三個數字的3為MAN車廠的巴士產品代號，F為Fahrgestell（chassis）即底盤。

## 設計
MAN A95是低地台三軸雙層巴士底盤，長度為12米，其後推出12.8米的加長版。該底盤可安裝寬2.55米的車身。MAN A95底盤延續德國猛獅車廠常見的三軸巴士佈局，引擎縱置於車尾，以中軸作為驅動軸。為減少巴士的迴轉半徑，A95底盤的尾軸設有反向轉動的輔助轉向功能。

### 動力配備
A95的底盤依據所配用引擎的最大出力可分為兩個主要型號，分別是320匹馬力的ND323F及360匹馬力的ND363F。MAN A95採用的引擎都是猛獅車廠的產品，其中MAN D2066 LUH-32渦輪增壓柴油引擎，採用直列6氣缸設計，氣缸容量為10.5公升，於每分鐘1900轉時輸出馬力320匹，並於每分鐘1000-1400轉時產生扭力1600Nm。另有同系的MAN D2066 LUH-33引擎可供選配，於每分鐘1900轉時輸出馬力360匹，並於每分鐘1000-1400轉時產生扭力1800Nm。MAN D2066系列引擎採用多種排放處理技術，包括一種被猛獅車廠名為PM-Kat的排氣過濾裝置，以專利設計的微粒過濾器過濾引擎所排放的有害物質，令本系列引擎無需添加尿素也能達到歐盟五期排放標準，2017年改配達到歐盟六期SCR添加尿素排放標準，由於MAN D2066 LUH系列引擎能夠縱向臥置於車尾，可以節省安裝引擎所須的空間。A95的波箱由ZF供應，主要配用ZF EcoLife 6AP2000 六前速全自動波箱，並驅動底盤的中軸。A95底盤全部車軸都裝有電子控制的氣墊懸掛系統，及配有ABS碟式剎車系統，並配用275/70R22.5規格的輪胎。

### 車身
A95底盤可安裝Lion's City系列車身，車身寬度達2.55米，並配有空調系統。由於德國猛獅車廠與位於馬來西亞的順豐客車車身廠已建立合作關係，而A95底盤生產初期主要供應香港及新加坡，因此德國製造的A95底盤會被運送到馬來西亞，在Gemilang車身廠裝配經由德國猛獅車廠授權的Lion's City DD雙層巴士車身，此款車身的主要材質是鋁合金，而車身的頭幅及車尾的設計則由猛獅車廠授權使用。車頭除了裝有車頭大燈、方向燈外，在保險桿位置的兩則裝有由白色LED組成的日行燈。由於各地對車輛的高度限制不同，在德國本土使用的Lion's City系列雙層巴士高度是4米，而供應香港,新加坡及的A95底盤，於安裝雙層巴士車身後，車輛的高度達到4.43米。
事實上，一部份巴士並非裝上Lion's City DD車身。九巴一架被傳媒冠以「紅巴2.0」的A95，採用了順豐客車自家製車身。另外供應予澳洲悉尼B-Line快速公交系統的A95，為了應付悉尼所在的新南威爾士州修例前落後且嚴格的負載重量限制，Gemilang從德國猛獅授權的Lion's City DD Facelift車身的基礎上作出了大幅改動，以車尾的設計變動最大，其次跟左邊車身前門和右邊車身司機位窗口 的位置不設銀色長條形飾板，並將該款車身另外命名為Gemilang Eco Range。

## 香港
MAN A95雙層巴士與過往其他型號雙層巴士引進香港的情況不同，香港首輛MAN A95由新輝旅遊於2014年購入，這輛長12米的ND323F因為被用作遊覽車而採用開篷設計，這輛開篷的ND323F於2015年5月投入服務。
此後香港相繼有更多的旅行社及巴士公司購入不同長度、不同車身的A95作為用車；雖然數量不多，但多方面的購置下，令本車型成為香港最多公司採用的雙層巴士型號。

### 九龍巴士

#### AMNE1

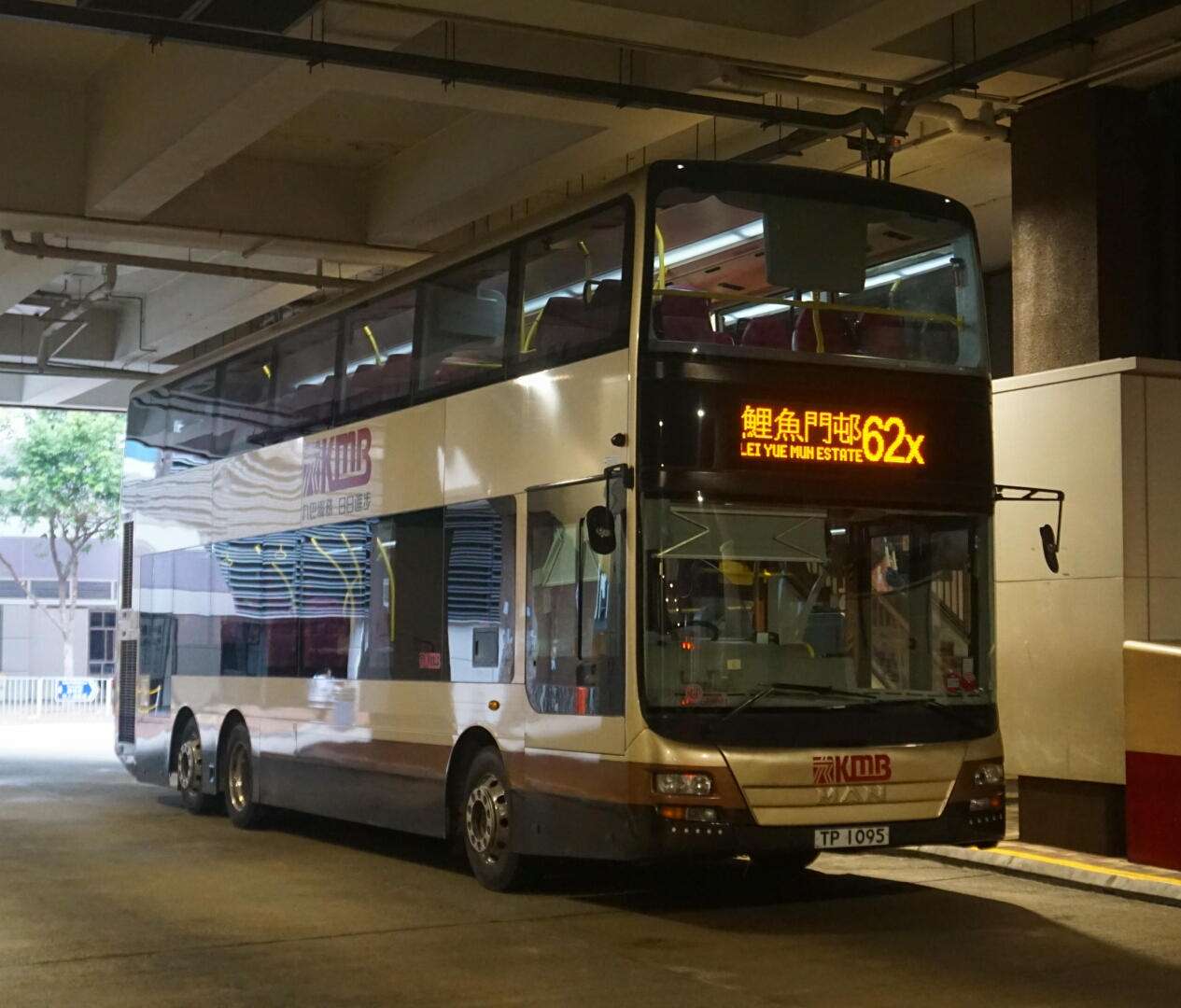
正在行駛的MAN ND363F 12米雙層巴士，AMNE1是九龍巴士首輛A95系列的樣辦車

九龍巴士首輛MAN A95是12米ND363F樣辦車，由馬來西亞彭順國際負責組裝車身，此車於2015年5月15日運抵香港，隨即駛往代理商合德汽車有限公司的車場進行檢驗，其後交付九龍巴士；九龍巴士其後為MAN A95樣版車給予車隊編號為AMNE1。
該輛ND363F樣辦車馬力360匹，載客量共133人，採用Vogel Revo S高背座椅，配備日本電裝提供的空調系統。此車於2015年8月10日正式出牌並入籍屯門車廠，車牌號碼為TP1095。
AMNE1於2015年8月18日傍晚在269D線首次投入載客服務，並於兩日後的2015年8月20日行駛265B線，及後於2016年4月30日調到52X線。九龍巴士首輛A95樣版車經過一年測試後，於2016年8月初退還代理商，九龍巴士其後在2016年12月正式購入該輛樣辦車並進行車身修改工程（修改細節詳見AMNF1-AMNF20一欄），同月20日重新投入服務，並行駛66M線。
2020年，此車已拆去軨環及改用電動可調式左倒鏡殼及鏡片。
2022年4月，由應運輸署要求，此車即將在上層所有座位安裝安全帶，同時拆除空置已久的上層車頭電視檔。

#### AMNF1-AMNF20
2015年，載通國際為九龍巴士訂購20輛ND323F 12米，由馬來西亞彭順國際客車廠負責組裝車身。這批新車於2016年7月中起陸續運抵香港，獲分配車隊編號AMNF1至AMNF20，主要行走66M，66X及57M線。
這批新車全數入籍屯門車廠，上落車門採用巴塞隆拿Masats電動門，惟已轉用新款緊急開門掣，落車門同時增設護欄，載客量比樣板車（AMNE1）多1人，達134人。車廂採用黃色LED照明系統；車身左側和車尾的電子路線顯示板使用長幅式Hanover顯示屏，以顯示該車行走路線之目的地，輪椅停放區之上加設電子路線圖組件（俗稱「電子乳豬盤」）。該批量產車中，AMNF 9/UL1566出牌時未有裝上軨圈，直到次年才裝上。
首批九龍巴士量產車交後期的兩輛（AMNF18及AMNF20），在投入服務前進行車身修改工程以配合將來刊登車身廣告，修改細節如下：
- 兩邊車身近車頭位置傍板由黑色改為金色，並除去原設於黑色傍板位置的MAN水牌。
- 車頭車咀原有猛獅標誌位置被填平並將九龍巴士標誌加大，「MAN」三字銘牌被金色油漆覆蓋。
- 原設於車尾牌箱上面的水牌改為設於引擎蓋。

九龍巴士所有已投入服務的A95已完成上述車身修改。
2022年2月，由應運輸署要求，所有車輛陸續在上層所有座位安裝安全帶。

#### AMNF21
2017年，九龍巴士增訂了一輛ND323F。此車改用彭順自家設計車身，並採用第一代「城市脈搏」塗裝。此車於同年12月曝光，當時正和一輛富豪B9TL12米一樣，正在裝嵌當中。
此巴士被九龍巴士包裝成「紅巴2.0」，巴士的路線顯示器曾使用英國Navaho LCD顯示屏，現已改用Hanover橙色電牌，車廂改用Lazzerini Ethos座椅。新車車頭的九龍巴士標誌則換上沁光燈，沁光燈在巴士出牌初因未能符合法例要求而被截去電源，後至於2023年尾恢復運作；而樓梯加裝了橙色LED照明地燈，並將防撞墊加厚一倍。減少車廂電線接駁，方便更換維修，改用了無線落車鐘，每個落車鐘都有獨立識別碼，供車廂接受器辨識，防止干擾誤鳴。落車門上方改用動態乘客資訊系統取代「請勿下車」燈箱，此車繼續使用與量產車同款的鑄製車輪及軨環。車隊編號為AMNF21並已於2018年9月24日正式出牌，卻因為用作路線顯示LCD顯示屏尚未載入資料，和另外三部同一車身的AVG至今皆未能外出載客，此車最後在2019年4月首航，行走66X線。2021年7月2日開始起，改行57M線至今。
2022年，除了拆除原有的LCD動態乘客資訊系統外，上述的LCD路線牌亦與三部AVG同告拆下，更換成凱倫GPS報站機系統及短版Hanover橙色電子路線牌，亦已將「請勿下車」燈箱重用，反映LCD動態乘客資訊系統技術不成熟的理由。同時應運輸署要求，九巴在此車改裝路線牌的同一時間，替上層所有座位安裝安全帶。
有趣的是，九巴曾經對上述金色的A95樣板車及量產車作出「去標誌化」的外觀改動，但相反本車無論巴士內外，於2020年都被貼上大量後加的MAN車章，相信是以免與AVG混淆。

#### M6EX1（ND363F）/M6FX1-6（ND323F）（12.8米，配彭順國際Lion's City DD Facelift車身）

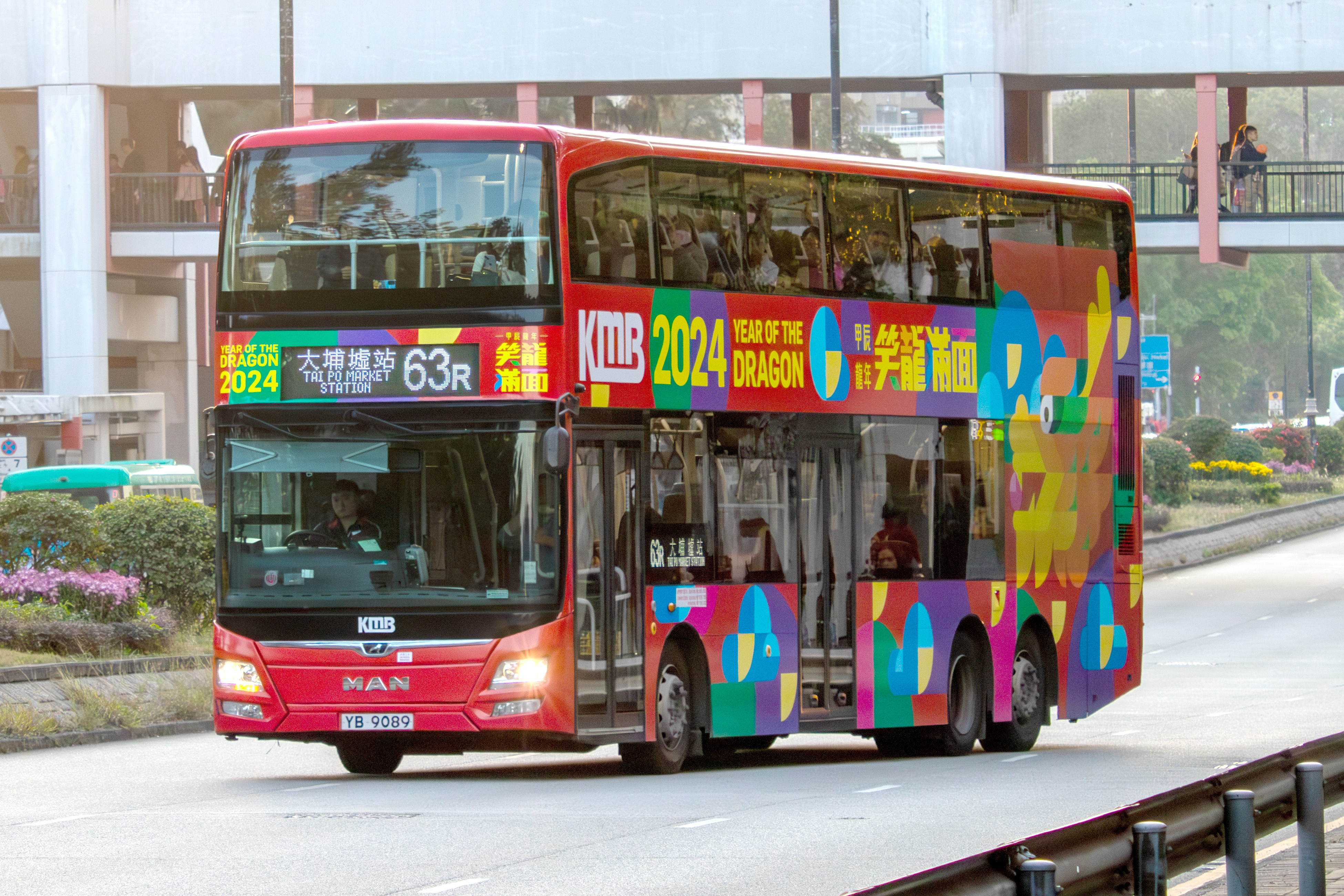
九巴配Lion's City DD Facelift車身的猛獅A95，當中（M6FX5／YB9089）為2024年生肖巴士

2021年2月，九龍巴士宣佈再次訂購7輛12.8米猛獅A95 雙層巴士，首輛為ND363F雙層巴士（M6EX1），其餘6輛為ND323F雙層巴士（M6FX），該批巴士全數配用歐盟六型引擎及彭順國際Lion's City DD Facelift車身。這批巴士改用Ventura氣動門（除M6FX6外），巴士改用灰色扶手柱、塗上第三代「城市脈搏」（Heartbeat of the City）塗裝、不設電視預留組件、改用Hanover白色電牌、樓梯旁設玻璃幕牆與安裝通風窗，而且並未有跟隨愉景灣交通服務及新大嶼山巴士安裝樹檔。兩種不同引擎的巴士全數於2022年7月8日至7月12日出牌，均編入屯門車廠。本車出牌後一年一直作為後備車，直至2023年上掛260X線至今。有關批次的首輛巴士於2021年10月20日由新加坡付運至香港。

### 城巴
新世界第一巴士(現為城巴)於2015年向猛獅車廠訂購一輛猛獅ND323F的樣辦車，此車是猛獅A95底盤首個長12.8米的版本。新世界第一巴士首輛ND323F於馬來西亞的彭順國際安裝車身後，於9月26日凌晨經海路運抵香港，隨即駛往代理商合德汽車有限公司的車場進行檢驗。雖然此車長達12.8米，但新世界第一巴士認為320匹的引擎已經足夠使用，所以此車屬於ND323F型號。此車的配置大致與九龍巴士的猛獅ND363F相似，上落車門，由城巴的斯堪尼亞K280UD 12米（8900）採用的巴塞隆拿Masats電動門，改為荷蘭Ventura氣動門。車內的座椅亦改用與九龍巴士新車相同的馬來西亞Vogel Revo S高背座椅，而不是意大利的Lazzerini CityLight座椅，車身的左右兩側亦設有閉路電視鏡頭，及首次於猛獅車型中備有Hanover連長幅式側牌的電子路線牌。此車自城巴猛獅NL262單層巴士及猛獅24.350雙層巴士全數退役後，成為滙達交通服務唯一一輛猛獅巴士。

#### 69000
該輛ND323F 12.8米樣辦車於2016年3月9日交付予新世界第一巴士，於3月21日正式出牌，車隊編號為6090，車牌為TZ9333，成為新世界第一巴士首輛12.8米長的巴士。此車於4月6日在8P線進行首次載客服務，現時只可行走2、2A、2X、8、8P、82、82S、82X、88X、101、106、109、111、112、115、116、301、601、641、680、682、694、720、720A、722、793、796P、796X、798、905、914、948、985、N8及N8P線。
2021年7月，由應運輸署要求，此車已在上層所有座位安裝安全帶。
此車早前長期留在柴灣車廠，因人才流失，沒有任何技工和車長知道如何維修及駕駛本車。但在2023年8月傳出本車已更換新款城巴標誌，於9月重新投入服務，主要行走720線。惟故障率亦較高
於2023年7月1日起，此車已過渡至城巴，車輛編號由6090改為69000。

### 冠忠巴士及新大嶼山巴士

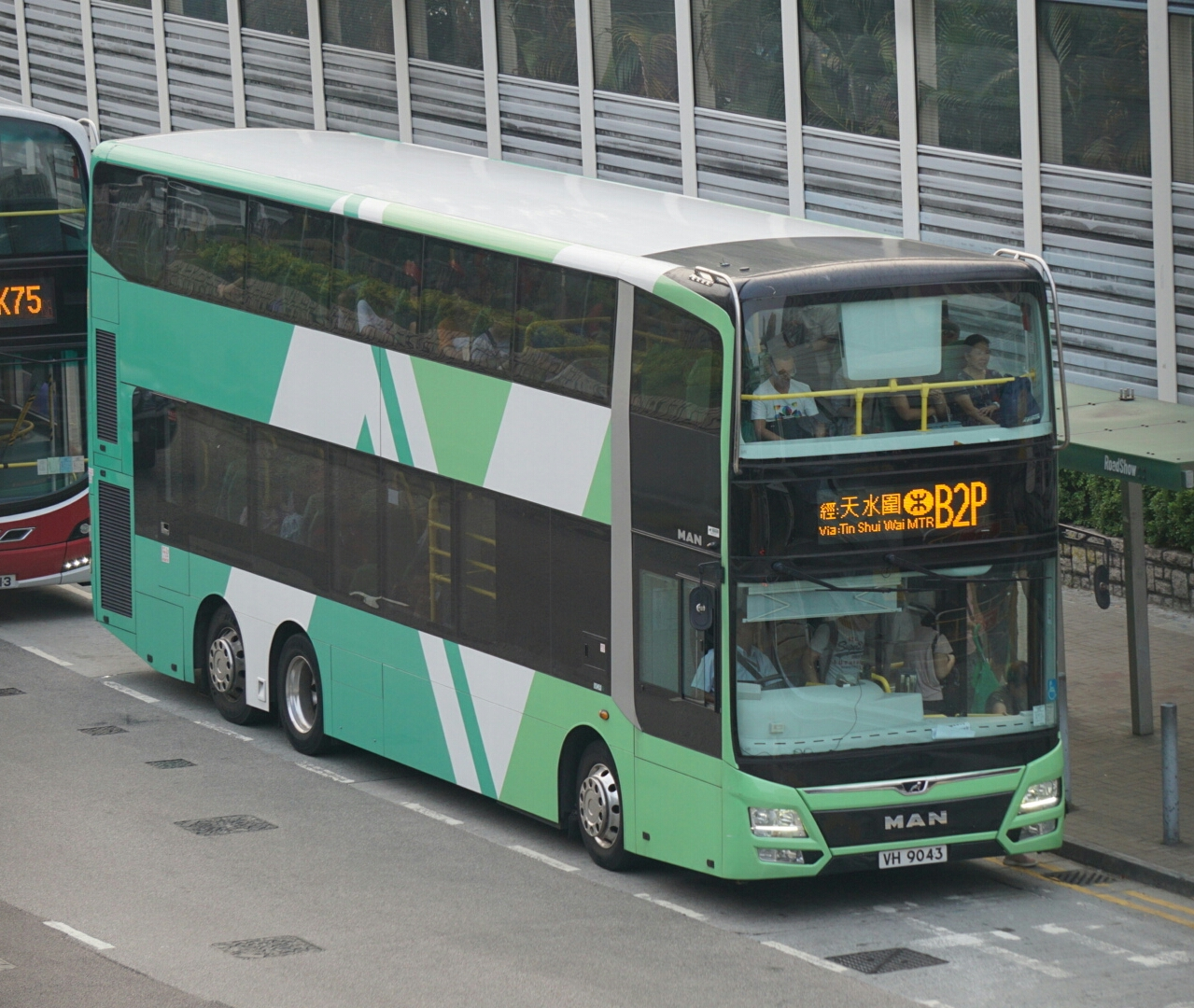
新大嶼山巴士其中一輛MAN ND323F 12米雙層巴士

2014年8月18日，新大嶼山巴士宣布招標購置8輛雙層低地台巴士，該合約由猛獅港澳區總代理合德汽車有限公司奪得。同時，其母公司冠忠巴士集團亦動用購買權額外增購新巴士，取代8輛向城巴購入的丹尼士三叉戟三型12米以及1輛猛獅24.310 12米，故最終合共購置了19輛ND323F巴士。其中10輛分配予旗下擁有專利權的新大嶼山巴士，餘下9輛保留予冠忠巴士作為遊覽巴士用途。冠忠巴士近年引入多輛雙層巴士除了是因應部分路線客量增加外，也期望可舒緩司機人數不足的問題。
新車車內配置與九龍巴士的猛獅A95 ND363F樣板車（AMNE1）大致相同，採用Vogel Revo S高背座椅。唯下層右邊低地台空間設置行李架並減去兩個企位，使用Amplus電子路線牌。另外，隸屬冠忠巴士的ND323F採用美國鋁業（Alcoa）合金車輪，屬於新大嶼山巴士的ND323F則使用普通鋼製車輪，部分新車的車門改為荷蘭Ventura氣動門。
冠忠巴士首輛新車於2015年7月3日經新加坡運抵香港，同年8月陸續出牌。這批巴士部份車牌採用同集團旗下泰豐遊覽車已退役的斯堪尼亞K113CRB單層客車，而客運營業證均取自已退役二手丹尼士三叉戟12米。這批巴士於2015年9月1日早上首航香港飛機工程（HAECO）員工接送巴士，其後行走新大嶼山巴士37線。其中一架新車（KU3998）於同年9月16日披上了慶祝冠忠巴士50週年的全車身廣告，車身上並首次出現冠忠巴士的吉祥物「冠忠仔」。由於這批新車客運營業證附帶條件為該證每逢週末失效，故每逢週末外借予新大嶼山巴士行走專營巴士路線；平日則出租予商業機構接載僱員及提供合約租車。
新大嶼山巴士首輛新車於2015年11月19日正式出牌。新大嶼山巴士從2003年起便大量引進猛獅車廠的巴士，並成為其車隊的主要組成部分，因此新大嶼山巴士比香港另外三家專利巴士公司，更早採購多輛MAN A95雙層巴士。這些加入新大嶼山巴士的MAN A95，主要服務大嶼山東涌的37及38線，以及行駛深圳灣西部通道口岸的B2、B2P和B2X線，取代原先使用的單層巴士及向城巴購入的二手雙層巴士。
冠忠集團為新大嶼山巴士於2017年增購了16輛猛獅A95 ND363F，該批巴士配備配有尾軸輔助轉向功能，全部新車底盤由猛獅波蘭斯塔拉霍維采的廠房生產，2018年，嶼巴新一批MAN A95開始出牌，車隊編號以MDR為首。同年2月14日，MDR1和2首日行走B2P線。其後於2018年再增購5輛猛獅A95，首輛巴士在2月12日到港，也在同年5月11日，首三輛巴士到土瓜灣驗車中心進行檢驗（該為加班驗車）；至6月3日投入服務。
冠忠集團為新大嶼山巴士於2018年再度增購了5輛猛獅A95 ND363F，該批巴士改配歐盟六期引擎及繼續備配有尾軸輔助轉向功能，首輛巴士已於2019年2月12日抵港，車隊編號為MDR30-34，全數已於同年5月17日出牌。
冠忠集團為新大嶼山巴士於2021年再度增購了1輛猛獅A95 ND363F，該巴士為11.7米及改配兩側採用電子倒後鏡，以取代傳統倒後鏡，為全港巴士首次使用，全車採用Vogel Revo S440 440mm闊身座椅，首輛新車已於11月13日抵港，到港時配備的玻璃OLED電子資訊屏亦已因不合運輸署規例而被拆走。此車已於2023年3月20日出牌，車隊編號為MDRS01／YN331。然而，MDRS01已於2025年7月停用電子倒鏡及其屏幕，以傳統倒後鏡取代，意味著香港再度沒有配備電子倒鏡的巴士。
冠忠集團為新大嶼山巴士於2023年再度增購了11輛猛獅A95 ND363F，該巴士為11.7米及改配兩側採用傳統倒後鏡及類似於Volgren CR223D車身的上層車頭扶手，首輛新車已於2024年4月19日抵港，車隊編號為MDRS02-12，首兩輛新車已於同年9月11日出牌。
由應運輸署要求，MD06-MD10、所有MDR即將在上層所有座位安裝安全帶。

### 非專利巴士公司及旅行社

#### 新輝旅遊
香港第一輛MAN A95雙層巴士由新輝旅遊於2014年購入，這輛12米長的ND323F於2015年1月運抵香港，並於2015年5月領取車牌TJ6055，此車採用開頂設計，車身漆上粉紅色，並配置橙色電牌，主要用於接待外地訪港旅客。
新車因牌照規定全車載客量為66人，上下層分別只安裝48及18張座椅以節省牌費（車內輪椅位改設行李架），車頭鬼面罩的「MAN」水牌獲得保留。 

#### 東洋旅行社
東洋旅行社於2015年先後購入兩台開頂設計的ND323F作為遊覽巴士，以取代兩台斯堪尼亞K124EB6x2，這兩輛藍色車身的ND323F於2015年9月運抵香港，並分別於2015年11月及12月領取車牌。
新車上下車門使用客車式趟門，太平門置於中軸之前，下層座椅使用藍色Revo S座椅，車頭不設電子路線牌。

#### 金亮香港旅運
金亮香港旅運於2015年購入兩輛開頂設計的ND323F作為遊覽巴士，這兩輛巴士車身漆上紅色並有「洋紫荊維港遊」的白色字樣，金亮香港旅運的首輛ND323F於2015年12月領取車牌投入服務。
新車車門採用單門式客車趟門設計，太平門置於中軸之前，車頭不設電子路線牌。
上述兩輛A95開頂巴士於2021年6月轉售雅高巴士。

#### 水晶巴士控股有限公司

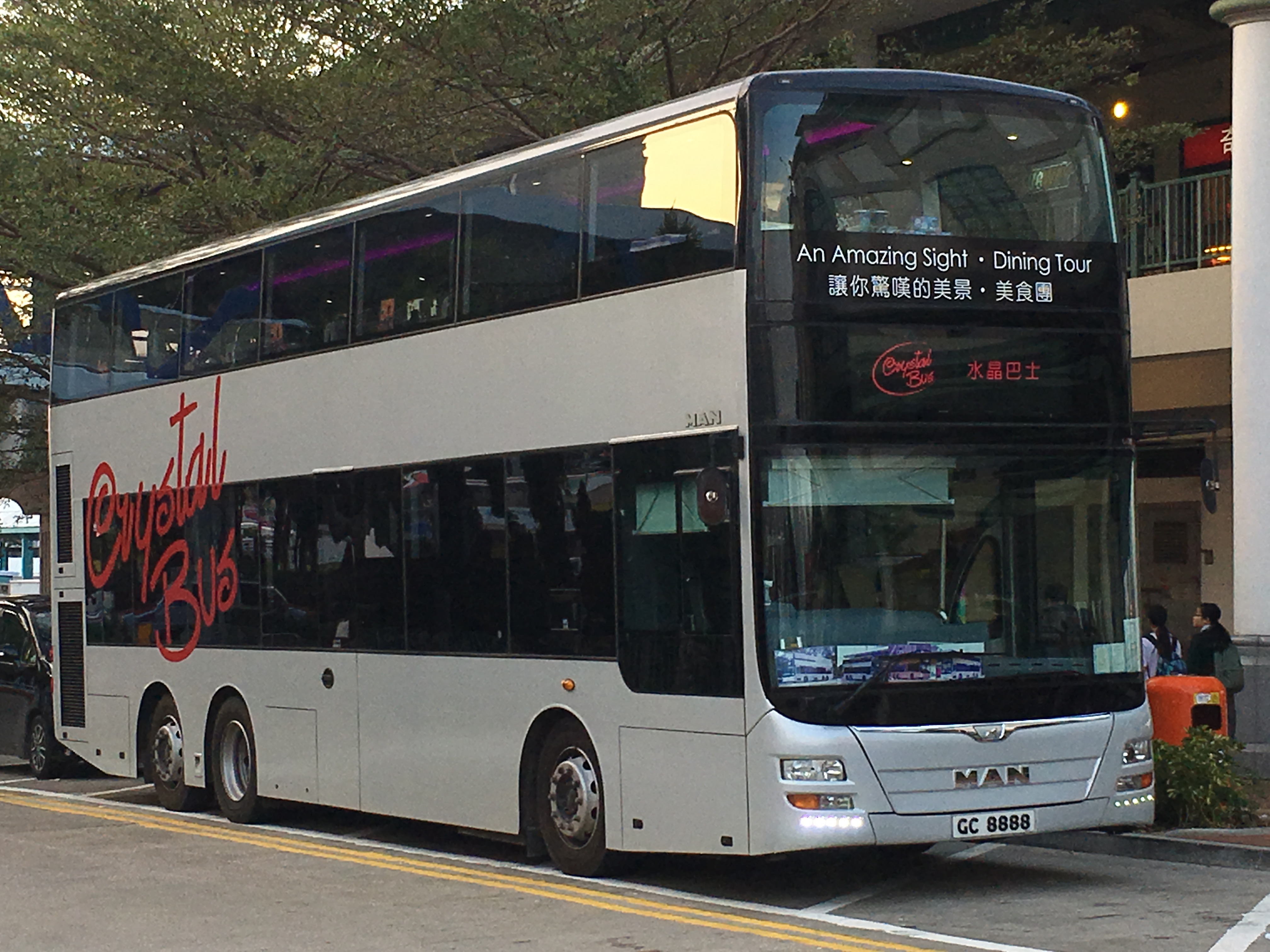
第一輛水晶巴士

水晶巴士控股有限公司引入一輛12米猛獅A95 ND323F巴士，該車於2016年12月24日經海路運抵香港的貨櫃碼頭，剛抵達香港時全車車身和玻璃窗都是黑色，位於車身左側的兩扇車門都是客車式趟門設計。雖然抵港時車身全黑，但只是一層保護油漆的黑色保護膜，車身實為白色，巴士車頭貼有「水晶巴士Crystal Bus」字樣，車廂設有餐枱、梳化座椅及小型廚房，成為全港首架巴士餐廳。車廂內部貼有水晶裝飾，產生不同顏色光線的幻彩燈箱，更有手機充電設備，而車上的傢俱、意大利皮革座椅及裝飾擺設均有考慮防火需要。
水晶巴士於2017年1月16日在土瓜灣驗車中心進行首次車型檢測，並於2017年3月7日正式出牌，車牌號碼為GC8888，車牌號碼於2017年2月4日由經營中港旅遊巴生意的洪先生以2.9萬港元投得，全香港首輛水晶巴士已於3月15日投入服務，供應的食物包括米芝蓮級數的香港點心。
這輛水晶巴士載客量只有49人，如扣除兩名在車上服務的職員，乘客只有47人，為目前MAN A95巴士中最低載客量。
2017年中，水晶巴士的第二台A95抵港，以黑色作為車身色彩，並於同年12月投入服務，車牌號碼是GE8888。

#### 愉景灣交通服務
而因應政府資助更換歐盟2期商業車輛的計劃，愉景灣交通服務於2016年引入4輛12米猛獅A95 ND323F巴士(DBAY215-218)，該車於2017年6月1日運抵香港，主要取代前城巴4輛二手富豪奧林比安12米，其中2輛並於同年6月28日及30日正式出牌， 另外2輛於同年7月中全數出牌。此車首次採用了九龍巴士類似Neoplan Centroliner的軨蓋。
2019年，愉景灣交通服務再度引入2輛12米猛獅A95 ND363F巴士(DBAY219-220)，該輛巴士改配歐盟六型引擎及開啟尾軸輔助轉向功能，主要取代2輛2008年猛獅A76 12.240巴士（DBAY109、110），該輛巴士於2020年1月31日抵港，第二輛巴士於同年2月21日抵港，2輛歐盟六型版本A95 ND363F巴士已於同年7月8日全數出牌。
2022年，愉景灣交通服務再度引入3輛歐盟六型引擎12米猛獅A95 ND363F巴士（DBAY107、120、197），主要取代1輛2009年猛獅A22 NL273巴士（DBAY197)及2輛2010-2011年猛獅A22 NL323巴士(DBAY107、120)，上述3輛巴士符合政府資助更換歐盟4期商業車輛的計劃而引入，首輛巴士於2023年1月5日抵港。首輛巴士於同年5月5日出牌，其餘兩輛巴士於同年5月9日出牌。
由應運輸署要求，所有車輛即將在上層所有座位安裝安全帶。

#### 港珠澳大橋穿梭巴士
港珠澳大橋3款接駁巴士中，其中一款為配置Lion's city dd facelift車身，數量為60部。為了符合標書的要求、內地高度限制及駕駛方向，這批巴士不設企位、較正常的A95矮（只有4.2米），所有座椅均安裝安全帶，首批20部左右兩邊分別設有1對中門，次批40部只於右邊設有1對中門。於2017年12月曝光，已於2018年1月中旬抵港。港珠澳大橋接駁巴士車隊的A95乃城巴於2001年停辦跨境巴士服務後，香港第一款作跨境用途的雙層巴士。該批巴士先後於2018年3月及8月陸續出牌。因應港珠澳大橋的客流量，公司已訂購40輛歐盟六型本型號巴士，巴士已於2019年4月到港，並於同年7月20日進行驗車工作。

#### 雅高巴士
雅高巴士於2021年6月向金亮香港旅運購入兩輛ND323F二手開頂巴士，主要用作出租服務。

### 政府部門

#### 香港消防處
2018年，消防處斥資750萬港元購入猛獅A95作為教育巴士，成為全港最昂貴的A95，其配以馬來西亞Gemilang Lion City DD Facelift車身，並裝有煙霧裝置等設備，佈局和之前消防處於2010年訂購的猛獅NL323「消防安全教育巴士」類似，新車車牌為F7801，並已披上綠色為主色的廣告以及命名為「應急準備教育巴士」，該巴士已於2019年2月12日晚上抵達葵青貨櫃碼頭，2020年底投入服務。

## 新加坡

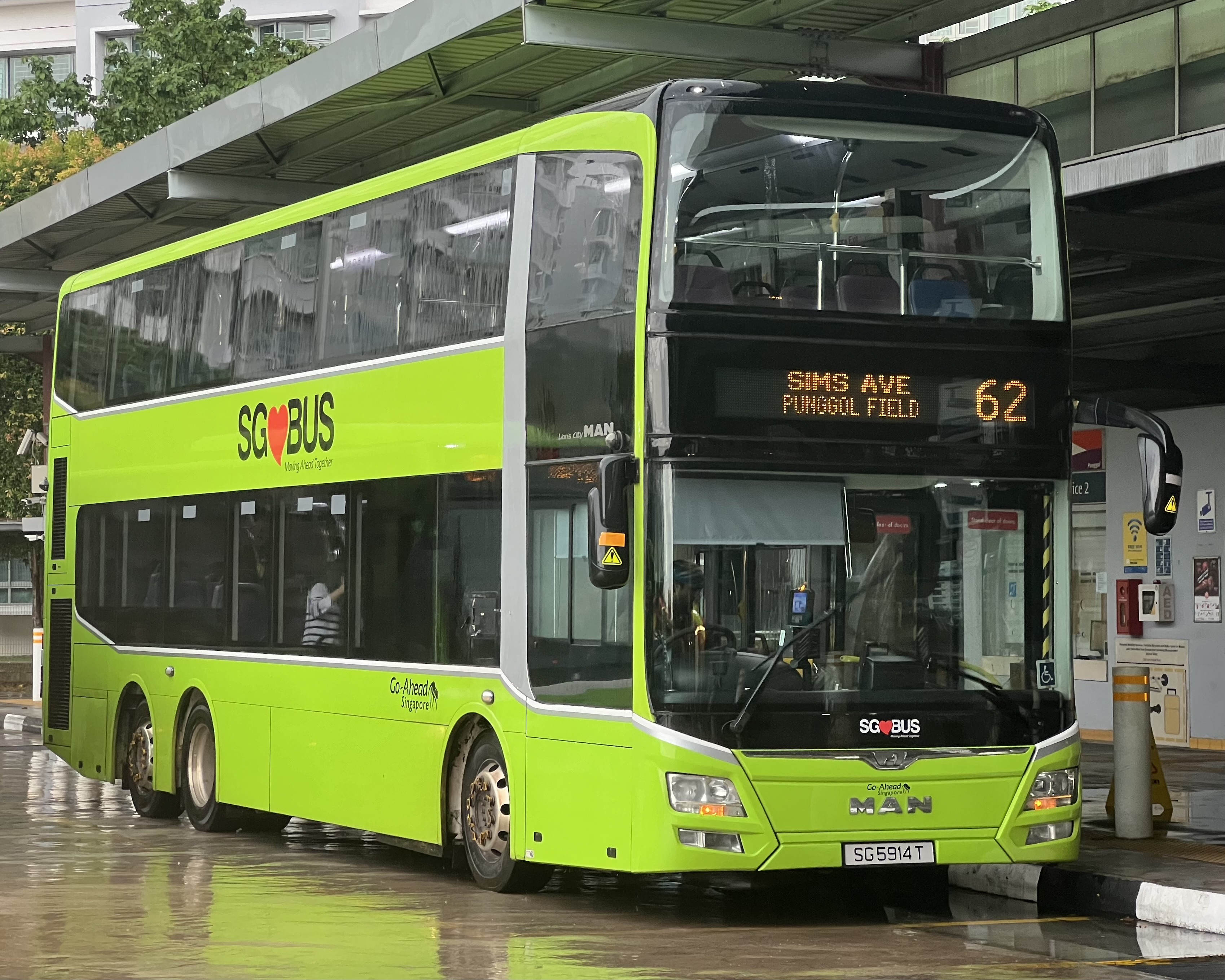
新加坡的双门欧五排放A95

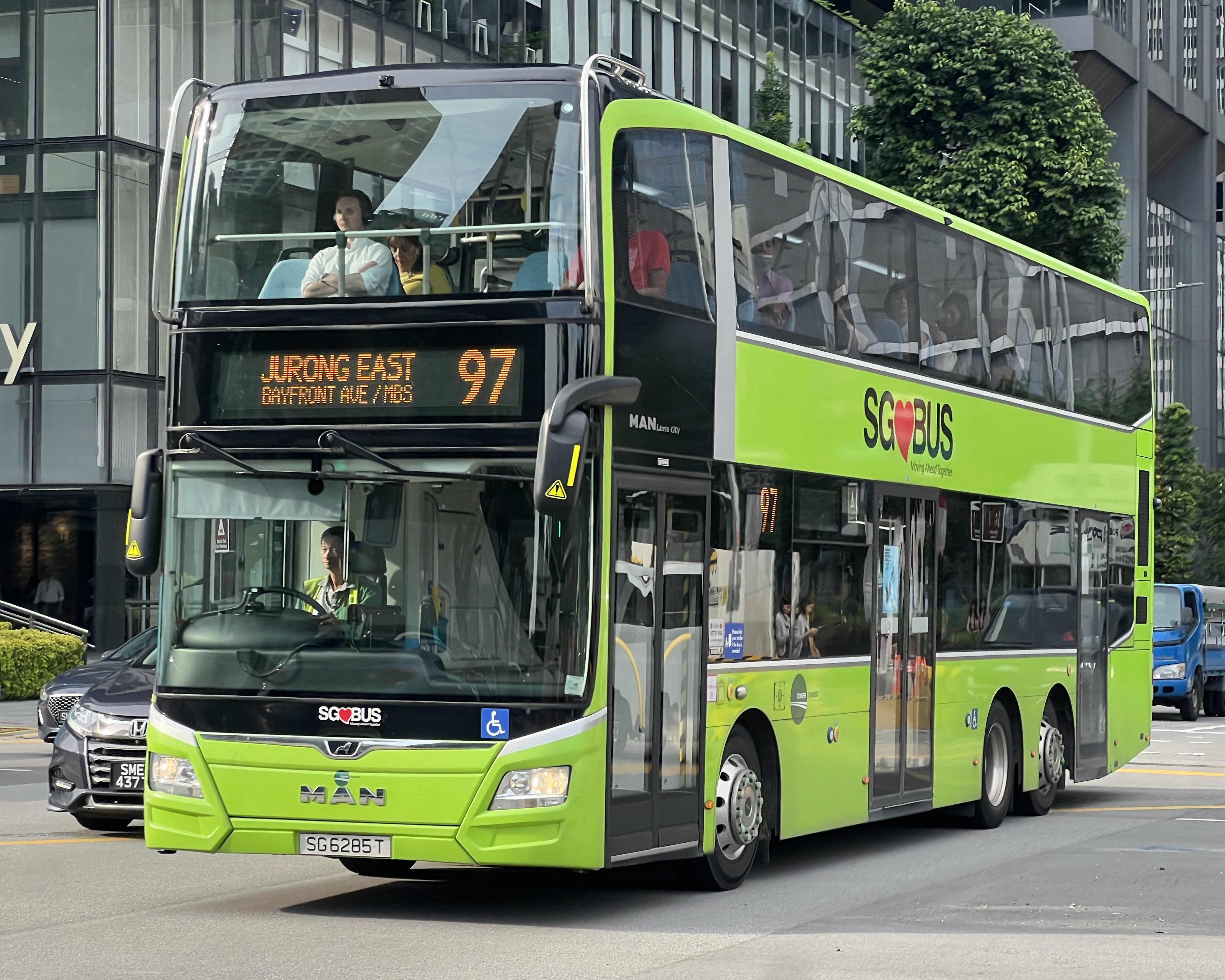
新加坡的三门A95

新加坡的SMRT巴士，於2014年9月引進12米長的ND323F雙層巴士的樣辦車，此車於馬來西亞彭順國際客車廠裝配車身後運抵新加坡。於2014年10月登記車牌SMB5888H。SMRT巴士的首輛ND323F於2014年11月5日在190線提供服務。SMRT巴士其後再分兩批購入16和60輛同型號巴士，並於2015年起交付。
新加坡陸路交通管理局於2014年開始推行外包巴士路线配套計劃，SMRT須把所有MAN A95轉移予新加坡陸路交通管理局，部分車輛租予新捷運及Tower Transit (新加坡) 營運。其中由SMRT訂購60輛ND323F雙層巴士轉移予新加坡陸路交通管理局，並於2015年起陸續交付。2016年，新加坡陸路交通管理局增訂122輛ND323F雙層巴士，並於2017年起交付。初期該批巴士主要由SMRT接收，其次新捷運；到了2018年，Go-Ahead Singapore接收2輛。該批車裝有與香港九巴Neoplan Centroliner相似的軨蓋，車頭鬼面罩全部塗上綠色。。
到2017年12月，首輛歐盟六期猛獅A95投入服務，首航新捷運71線， 登記編號為SG2017C, 採用320匹的猛獅D2066 LUH-51歐盟六期引擎。
次年5月，新加坡陸路交通局訂購的第四批改用歐盟六期引擎的MAN A95 12米正式投入服務，目前該批車與陸路交通局訂購的三輛第四批改用歐盟六期引擎的MAN A22 12米全數分派予新捷運全新特快路線851e線。 其後其他公司亦獲派該批巴士。

### 12.8米雙梯三門樣板車
2017年3月，新加坡陸路交通局訂購的MAN A95 12.8米，配置Lion's city DD L（改良版）車身， 設有尾軸輔助轉向，裝有與香港九巴Neoplan Centroliner相似的軨蓋， 車頭鬼面罩一部分塗上了黑色， 有別於其他公司同樣配置改良版車身的12米量產車。此車起初試行Tower Transit的143線，後來轉到新捷運測試，並於2018年4月初起行走7線。 此車曾也是Tower Transit 唯一一輛MAN A95。（Tower transit 與 Go-Ahead Singapore當時並沒有獲派任何MAN A95 12米）
新加坡使用的A95，起初全部使用ZF Ecolife波箱。 但2019年一架配置Voith DIWA波箱的A95（車牌:SG6029S）投入服務，打破上述局面。

## 澳洲
2016年， 雪梨引入一輛雙層A95（ND323F）示範車。2017年底，新南威爾斯州交通局為雪梨引入41輛A95。2019年初，雪梨Forest Coach Lines引入6輛A95。

## 紐西蘭
2018年8月， 紐西蘭GoBus Hamilton引入三輛雙層版本ND323F，配置當地的Global Bus Vision車身，透明樓梯玻璃窗設計首次出現於本型號巴士的車身上，車頭的轉向軸採用了扁軨，並裝有與香港九巴Neoplan Centroliner相似的軨蓋。此前該公司曾經購入其單層版本。

## 争议
由於部分巴士的落客門關上時會聽到類似新加坡地鐵的「Doors are closing」廣播，引來不少巴士迷懷疑該批次原本屬於SMRT。但現今暫時沒有證據證明以上事實。

### 同廠雙層車型
- MAN Lion's City（A39）
- 猛獅24.310（A59）
- 猛獅24.350（A57）

### 主要競爭車型
- 亞歷山大丹尼士Enviro 500 MMC
- 富豪B9TL
- 富豪B8L
- 斯堪尼亞K280UD
- 斯堪尼亞K320UD（澳洲市場）

## 外部連結
- 香港巴士大典上的相关条目：猛獅A95